# Gottgläubig
Die Selbstbezeichnung gottgläubig hatte in der Zeit des Nationalsozialismus aufgrund eines Erlasses des Reichsinnenministers Wilhelm Frick vom 26. November 1936 bei aus den Kirchen ausgetretenen Personen auf den Melde- und Personalbögen der Einwohnermeldeämter sowie in Personalpapieren unter „Religionszugehörigkeit“ die Worte „Dissident“ oder „konfessionslos“ zu ersetzen. Als gottgläubig galt, wer sich von den anerkannten Religionsgemeinschaften abgewandt hatte, jedoch nicht glaubenslos war. Die Einführung des Begriffs war der „Versuch, eine religiöse Identifikationsformel für Nationalsozialisten jenseits der Kirchen und sonstigen Glaubensgemeinschaften zu schaffen“. Das Wort bezeugte einen Kirchenaustritt und galt somit zum Beispiel im höheren Dienst des Auswärtigen Amts als „Ausweis besonderer ideologischer Nähe zum Nationalsozialismus“. Dabei blieb es auch nach dem Ende der nationalsozialistischen Diktatur, als in Südbaden den bei der Entnazifizierung aus dem Schuldienst entlassenen Lehrern mit NS-Vergangenheit wegen ihrer „Gottgläubigkeit“ im Jahr 1950 die Wiedereinstellung verweigert wurde.

## Zur Geschichte des Begriffs im Nationalsozialismus

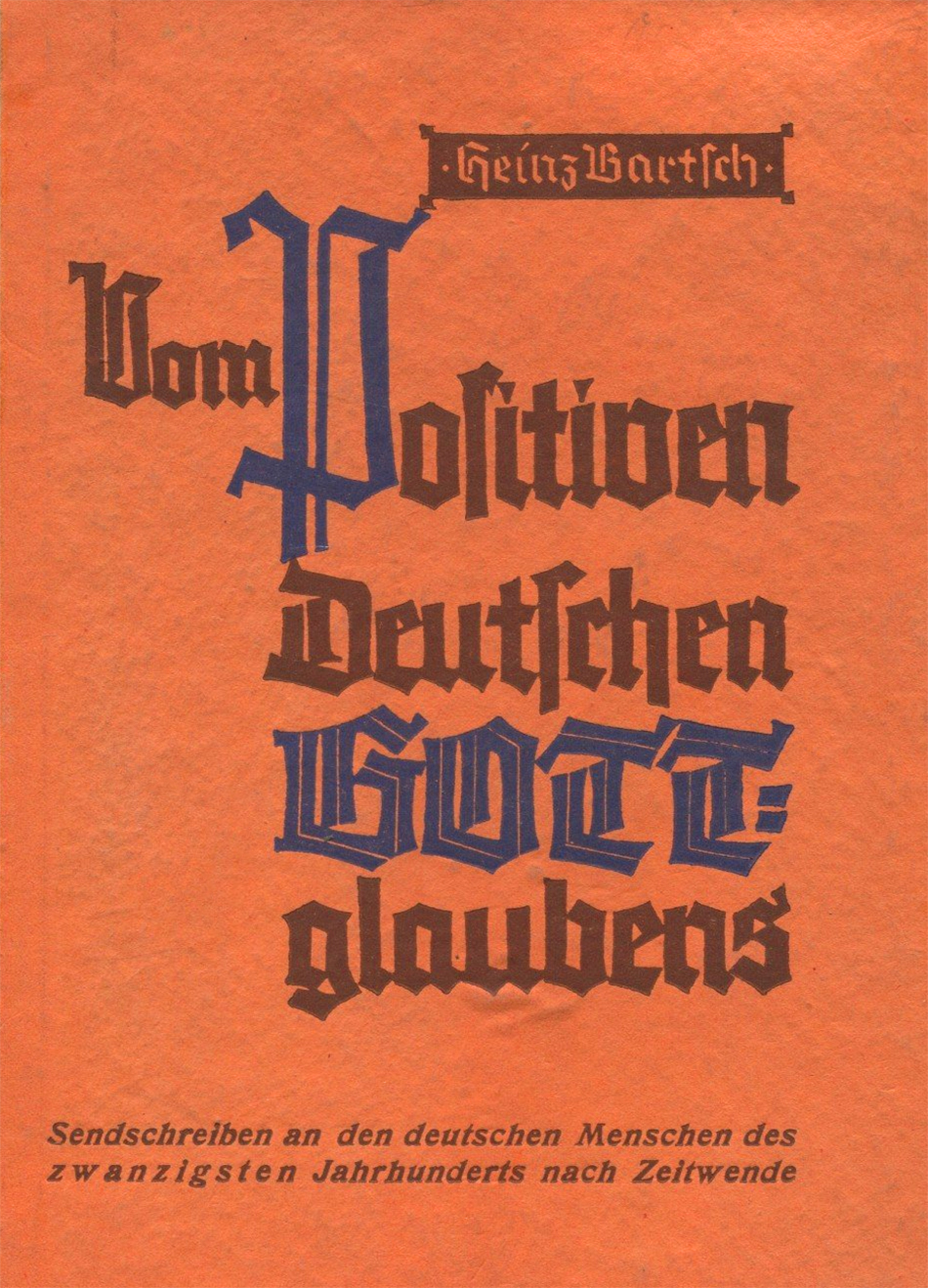
Vom Positiven deutschen Gottglaubens (1939)

Trotz zunächst zahlreicher Kircheneintritte infolge der Machtergreifung verhärteten sich ab 1936 die Fronten im Kirchenkampf, insbesondere infolge der kirchenkritischen Schriften des Parteiideologen Alfred Rosenberg sowie des von Erich und Mathilde Ludendorff geführten Bundes für Deutsche Gotterkenntnis. Das Wort „gottgläubig“ beschrieb eine Person mit großer ideologischer Nähe zum Nationalsozialismus.
Das Beiwort „Gottgläubige“ wurde neben „Angehörige einer Religionsgemeinschaft oder Weltanschauungsgemeinschaft“ und „Gottlose“ anstelle der Begriffe „Dissident“ oder „konfessionslos“ verwendet und war gemäß Philosophischem Wörterbuch von 1943 definiert als „amtliche Bezeichnung für diejenigen, die sich zu einer artgemäßen Frömmigkeit und Sittlichkeit bekennen, ohne konfessionell-kirchlich gebunden zu sein, andererseits aber Religions- und Gottlosigkeit verwerfen“.
Da die Zugehörigkeit zu einer Religionsgemeinschaft wie auch „Freidenkertum“ im Nationalsozialismus nicht als karrierefördernd galt, bot die amtliche Bezeichnung „gottgläubig“ für konfessionslose Nationalsozialisten einen Ausweg, um so zu dokumentieren, dass man durch einen Kirchenaustritt nicht automatisch „ungläubig“ wurde.
Das Freidenkertum wurde schärfstens bekämpft. Die Freidenkerverbände wurden verboten, ihr Vermögen wurde eingezogen und hohe Funktionäre ins Gefängnis geworfen.

## Formen und Verbreitung der Gottgläubigkeit

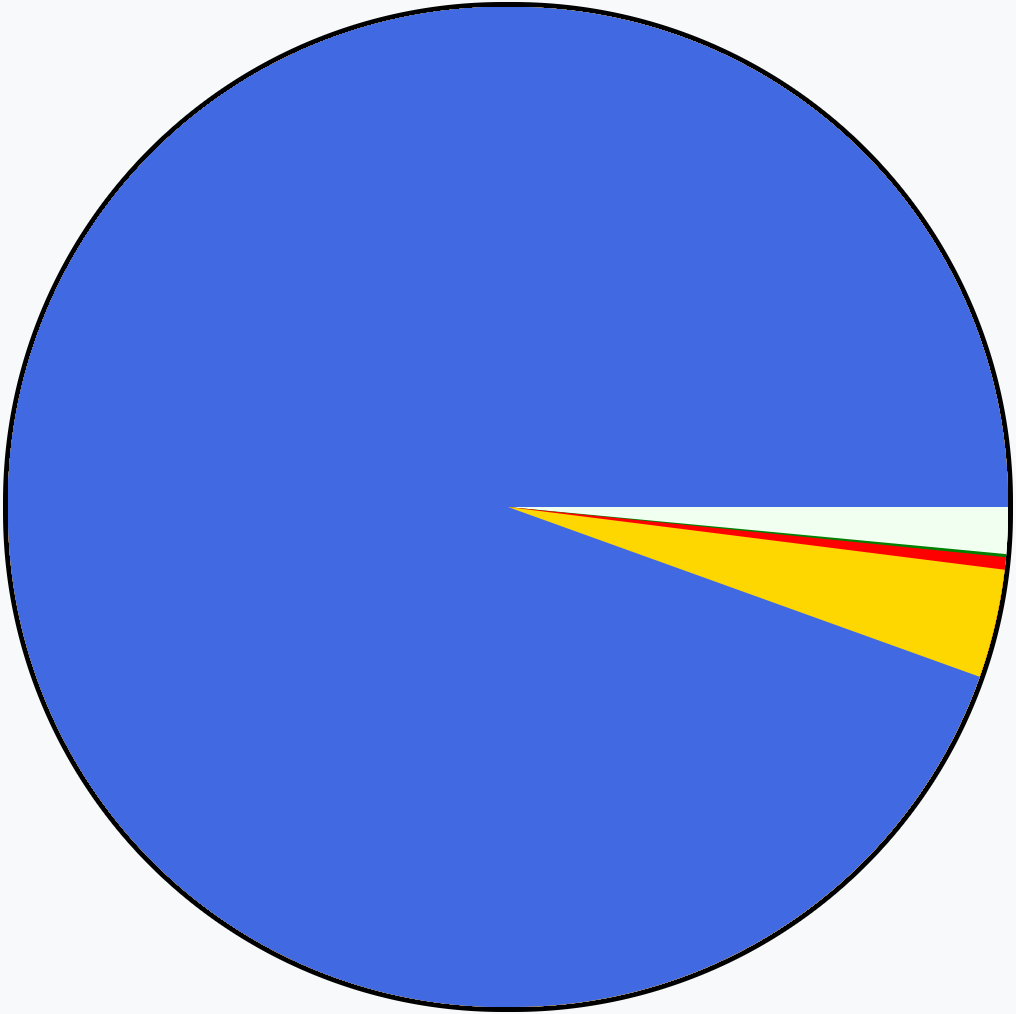
Konfessionen in Deutschland bei der Volkszählung 17. Mai 1939.
Protestantische oder katholische Kirchenmitglieder (94,5 %)
Gottgläubig (3,5 %)
Juden (0,4 %)
Andere Religionen (0,1 %)
Nichtreligiös (glaubenslos) (1,5 %)

Die nationalsozialistischen Machthaber standen christlichen Überzeugungen meist kritisch und ablehnend gegenüber. Jedoch trat nur Rosenberg – als einziger NS-Politiker der ersten Garde – nach der Machtübernahme, am 15. November 1933, aus der Kirche aus.
Die Macht der Kirche durch die feste Verankerung des christlichen Glaubens in großen Bevölkerungsteilen konnte jedoch nicht ausgeblendet werden. Im Verhältnis lagen die christlichen Kirchen in der Zeit des Nationalsozialismus hinsichtlich der Mitgliederzahl am Anfang wie am Ende bei nahezu 95 Prozent. Zur Volkszählung 1939 bezeichneten sich von den neben den Angehörigen der Großkirchen (94,5 Prozent) und Juden (0,4 Prozent) verbleibenden 5,1 Prozent etwa 3,5 Prozent als gottgläubig und circa 1,5 Prozent gaben an, glaubenslos zu sein. In die Restgruppe von rund 0,1 Prozent (86.423 Personen) begaben sich Personen, die „Angehörige einer Kirche, Religionsgesellschaft oder religiös-weltanschaulichen Gemeinschaft“ waren. Dazu zählte wiederum die „deutschgläubige Bewegung“.
Zahlreiche Nationalsozialisten traten aus der Kirche aus und bezeichneten sich als gottgläubig. Beispielsweise gehörten drei Viertel der Abgeordneten des Großdeutschen Reichstages von 1943 keiner christlichen Kirche mehr an. In der SS und auch in bestimmten Stadtteilen Berlins, in denen viele Ministerialbeamte wohnten, war die Nichtkirchlichkeits-Rate überdurchschnittlich hoch. Genauere Zahlen, teilweise bis auf Gemeindeebene, lassen sich der Auswertung der Volkszählung von 1939 entnehmen, bei der ausdrücklich das Merkmal „gottgläubig“ angegeben werden konnte. Die Partei erfüllte zunehmend auch weltanschaulich-religiöse Funktionen und entwickelte rituelle Formen, die einer angeblichen rekonstruierten „germanischen“ Religion entlehnt wurden. So wurde der Festkalender der Partei mit neuheidnischen quasi-religiösen Ritualen ausgestaltet.
Hitler selber vermied es bewusst, sich öffentlich als Gegner des Christentums zu exponieren, um der christlichen Mehrheitsgesellschaft nicht vor den Kopf zu stoßen. Er blieb bis zu seinem Tod Mitglied der katholischen Kirche und verbot auch anderen bekannten Parteiführern wie Joseph Goebbels den Kirchenaustritt. „Schlichte Gemüter konnten daher den Eindruck gewinnen, der Kampf gegen die Kirchen sei nur das Anliegen einiger Radikaler und werde von Hitler nicht gebilligt.“

## Kritik aus katholischer Sicht
Die katholische Kirche kritisierte den Begriff. So wird in der Enzyklika Mit brennender Sorge von Papst Pius XI. aus dem Jahr 1937 der Sprachgebrauch im nationalsozialistischen Deutschland kritisiert. Im ersten Hauptteil der Enzyklika wendet sich Pius XI. gegen die Verwendung des Begriffs „gottgläubig“. Wer in pantheistischer Verschwommenheit Gott mit dem Weltall gleichsetze, wer das düstere Schicksal an die Stelle des persönlichen Gottes rücke oder wer Rasse oder das Volk oder den Staat oder die Staatsform, die Träger der Staatsgewalt oder andere Grundwerte menschlicher Gemeinschaftsgestaltung zur höchsten Norm mache, gehöre nicht zu den Gottgläubigen. Denjenigen, die ihre Christenpflicht gegen ein angriffslüsternes, von einflussreicher Seite vielfach begünstigtes Neuheidentum erfüllten, spricht der Papst anerkennende Bewunderung aus.

„Wer nach angeblich altgermanisch-vorchristlicher Vorstellung das düstere unpersönliche Schicksal an die Stelle des persönlichen Gottes rückt, leugnet Gottes Weisheit und Vorsehung, die kraftvoll und gütig von einem Ende der Welt zum anderen waltet und alles zum guten Ende leitet. Ein solcher kann nicht beanspruchen, zu den Gottgläubigen gerechnet zu werden.“

Er wendet sich gegen die nationalsozialistische Rassenlehre:

„Dieser Gott hat in souveräner Fassung Seine Gebote gegeben. Sie gelten unabhängig von Zeit und Raum, von Land und Rasse. So wie Gottes Sonne über allem leuchtet, was Menschenantlitz trägt, so kennt auch Sein Gesetz keine Vorrechte und Ausnahmen. Regierende und Regierte, Gekrönte und Ungekrönte, Hoch und Niedrig, Reich und Arm stehen gleichermaßen unter Seinem Wort.“

## Kuriosität nach 1945
Auch bei der Volkszählung 1946 konnten sich zumindest in der französischen Besatzungszone Bürger noch als „gottgläubig“ bezeichnen.